# Stomatium difforme
Stomatium difforme är en isörtsväxtart som beskrevs av L. Bol. Stomatium difforme ingår i släktet Stomatium och familjen isörtsväxter. Inga underarter finns listade i Catalogue of Life.